# 2021年エチオピア総選挙
2021年エチオピア総選挙（2021ねんエチオピアそうせんきょ、英語: 2021 Ethiopian general election）は、2021年6月21日、9月30日にエチオピア連邦民主共和国で実施された、首相の選出、人民代表院議員選出のために行われた選挙である。
元々選挙は2020年8月29日に実施される予定であったが、2019年コロナウイルス感染症の流行によって延期となった。また同日は地方での市議会選挙なども行われる予定だった。2020年5月、人民代表院は選挙を2021年まで延期することを決定した。2020年12月下旬、全国選挙委員会（NEBFC）は、選挙実施日は2021年6月5日になると発表したが、その後、選挙は6月21日までさらに延期された。
そして実施された本選挙は、2005年エチオピア総選挙以来の複数政党が議席を持った選挙となった。
エチオピア人民革命民主戦線（EPRFC）は、1991年のエチオピア人民民主共和国崩壊以来、エチオピア政界の中心となっていた政党連合で、2019年12月1日に解散した。EPRFCを構成する4政党のうち、アムハラ民主党（ADP）、オロモ民主党（OFC）、南エチオピア人民民主運動（SFFFC）の3党が合併して繁栄党を結成し、EPRDF後継組織として政界に進出した。EPRDFの最後の党首であったアビィ・アハメド首相は、繁栄党の初代党首となった。
オロモ民主党（OFC）のメンバーであるハチャル・フンデサの殺害される。これによって大規模なデモが発生した。同じくOFCの党員ベケレ・ゲルバとジャワール・モハメドらは怒りから政府高官の暗殺を計画したとして政府による弾圧を受け、2020年6月30日に投獄された。2020年9月19日、両者はテロ容疑で起訴された。ジャワールは容疑を否認し、逮捕は弾圧によって引き起こされたものだと主張した。OFCとオロモ解放戦線は選挙に参加する予定だったが、アビィ・アハメド政権下では結果が不正に操作されるとして出馬を取りやめた。
選挙は繁栄党の地滑り的勝利となった。2021年9月30日、ハラリ州、南部諸民族州、ソマリ州内の全47選挙区で投票が行われた。人民代表院は、2021年10月4日に現職のアビィ・アハメドの再選を承認した。アフリカ連合は、2015年エチオピア総選挙と比較して改善され、全体として肯定的であると評価しながらも、エチオピア政府に、より民主的な国家となるために努力するように促した。

## 背景

### アムハラ州ウォロ
2021年1月、オロモ人とアムハラ人民兵との間で紛争が始まった。ケミセに住む男性によると、それはアムハラ州オロミア県に位置するアタエという村の、モスクの入り口で、アムハラ民兵が一般人を殺害したことが発端となっている。そのほか、モスクに放火したりするなどの被害も確認されていた。
一方アムハラ人側は、オロモ解放戦線（OLF）の分派である「シャネ」に所属する兵が市民を攻撃していると証言した。また、ティグレ人民解放戦線（TPLF）も関係があったという声もあった。目撃者らはアムハラ人民兵を非難し、アムハラ州政府はシャネ（オロモ人）とTPLF（ティグレ人）の両者を犯人として非難した。

エチオピア議会の2人の議員は、アムハラ人リユ警察官がアタエでオロモ人を殺害したのだと非難し、次のように述べた：
アムハラ民兵がオロモ解放戦線を口実にウォロのオロモ人農家らに対して戦争犯罪を犯したのは、3つの大きな理由があるからだ。その理由とは
- オロモ人であったこと
- ムスリムであったこと
- オロモ人との抗争の交渉で、アムハラ人が有利になるために脅しとして利用する為

である
2021年3月、アムハラ人兵によるオロミア県でのオロモ人に対する攻撃に関して、繁栄党オロミア支部とアムハラ州警察は声明を発表し、それぞれが事件を引き起こしたのは他方の民族グループだと非難した。この件を巡って、繁栄党（党首アハメドはオロモ人）とアムハラ州警察は対立を深める。アムハラ人系ニュースとアムハラ州当局者は、オロモ解放戦線が事件を引き起こしたと報道した。

### シャシャマネでの虐殺
シャシャマネという町がある。あることを発端にエチオピア正教徒、アムハラ人、グラゲ族、その他オロモ人以外であれば諸々虐殺された、民族紛争の地となった。その発端は、アディスアベバ南部の町・ガランの、マンション街でオロモ人の人気歌手ハチャル・フンデサが殺害されたことである。以後、民族間の紛争が激化していった。

### ティグレ紛争
もともとエチオピア人民革命民主戦線の構成政党であったティグレ人民解放戦線（TPLF）は、後にエチオピア人民革命民主戦線が繁栄党になった際も参加せず独立政党として活動を行った。以後、繁栄党の敵対組織にような立場で活動を行う。2020年9月、ティグレ州は政府に無断で選挙を実施（2020年ティグレ州議会選挙）。一方繁栄党側の政府はこの選挙を違法とみなした。
2020年11月3日、エチオピア国防軍とTPLFの間で軍事衝突が発生。ティグレ紛争の開戦である。TPLFは、ティグレ暫定政府を設置した。その後、TPLFは全国選挙委員会によって解散命令が下された。紛争勃発後、民間人に対する戦争犯罪が多く報告されている。

## 出馬政党
| 政党 | 政党                             | 思想                                                     | 政治的スペクトル     | 党首                       |
| ---- | -------------------------------- | -------------------------------------------------------- | -------------------- | -------------------------- |
|      | 繁栄党                           | リベラル 多文化主義 民族主義                             | 中道                 | アビィ・アハメド           |
|      | アムハラ国民運動                 | アムハラ民族主義                                         | 右翼                 | ベレテ・モラ               |
|      | 社会正義を求めるエチオピア市民   | リベラル 連邦主義 多文化主義 民族主義 エチオピア民族主義 | 中道                 | ベルハヌ・ネガ             |
|      | エチオピア連邦民主統一フォーラム | 社会民主主義 連邦主義 民主社会主義                       | 左翼もしくは中道左派 | メレラ・グディナ           |
|      | オガデン民族解放戦線             | ソマリ民族主義                                           | 中道左派             | モハマド・オマル・オスマン |
|      | 全エチオピア統一党               | 連邦主義                                                 | 中道右派             | マムシェット・アマレ       |
|      | バルデラス党                     | 保守自由主義 アディスアベバ地方主義                      | 中道右派             | エスキンデル・ネガ         |
|      | 自由平等党                       | リベラル 連邦主義 多文化主義 民族主義                    | 中道                 | アブデュルカディル・アデム |

## 延期
本選挙はもともと2020年8月29日に実施される予定であった。しかし、ティグレ紛争による直接的影響に加え、それに付随して発生した治安上の懸念や交通面上の懸念から、両選挙区や全地域で延期する事態となった。

### 選挙区
2020年5月22日、全国選挙委員会（NEBE）は6州内の40選挙区で2020年8月29日に選挙を実施することを断念し、2021年6月21日に延期することを発表した。これは有権者の不足、交通の問題、そして多くの選挙区で発生した治安上の懸念によるものだと発表されている。

### 州
6月6日、NEBEは、投票用紙の印刷などで不正があったため、南部諸民族州とハラリ州とソマリ州全体で、2021年9月6日に選挙を延期することとした。また、紛争により壊滅状態となっていたティグレ州では選挙自体中止された。これらの地域から当選する議員は、547議席中63議席で、選挙結果発表に影響を及ぼした。そして様々な理由が重なり、9月6日からさらに9月30日に延期される事態にもなった。

## 選挙結果
2021年7月10日、ソマリ州とハラリ州、南部諸民族州を除いた選挙結果が発表された。繁栄党は少なくとも410議席を獲得し、過半数を確保した。これにより、政権を維持するのが十分に可能となった。野党の結果と言うと、アムハラ国民運動が5議席、社会正義を求めるエチオピア市民が4議席、ゲデオ人民民主党が2議席、無所属候補が1議席を獲得した。2021年9月30日、延期されていたソマリ州とハラリ州内の47の選挙区で選挙が実施された。この2州の選挙結果は2021年11月2日に発表された。
2021年10月4日、人民代表院は現職のアビィ・アハメドの再選を決定・承認した。

## 反応

### 国内
野党は、繁栄党が野党党員を脅迫し、選挙活動を制限させたり、有権者登録を妨害していると非難した。さらにアムハラ国民運動（NAMA）は、繁栄党政権の手によって何人かの野党支持者が死亡したとして、繁栄党を厳しく批判した。他の小政党も同様の訴えを行った。
ティグレ人民解放戦線（TPLF）のスポークスマンであるゲタチェウ・レダは、Twitter上のツイートで選挙を嘲り、ティグレ防衛軍が「アビィへの贈り物」として何百人ものエチオピア国防軍（ENDF）兵士を捕らえたと述べた。

### アフリカ連合
選挙の監察を行ったアフリカ連合は声明で次のように述べた：
2015年の総選挙と比較して、より基本的な権利と自由の享受が改善された政治的および市民的空間を目標に改革が行われ、2021年6月の総選挙はその状況下で行われたこと、これは注目に値する。多くの前向きな政治的進展の中で最も顕著であったことは、全国選挙委員会（NEBE）の制度強化、政治犯の釈放、亡命していた政治活動家の帰国であった。アフリカ連合選挙監視団（AUEOM）は、運営・交通・治安・政治的不安・COVID-19に関連するいくつかの課題はあったものの、全体として選挙前および選挙当日の過程は秩序正しく、平和的かつ信頼できる方法で実施されたと結論づけている。また、AUEOMの評価では、選挙の信頼できる実施から逸脱するようなことは特段何もなかったとしている。よってAUEOMは、エチオピアの民主的発展に対するエチオピア国民の強いコミットメントを称賛する。そして、AUEOMは、すべての関係者に対し、残りの選挙過程においても冷静さを保つよう求める。AUEOMは、選挙結果に不満のある関係者に対し、確立された法的・制度的メカニズムを通じて救済を求めるよう促す。
国際共和研究所（IRI）と国際民主研究所（NDI）の選挙監視団は、選挙は良い政治改革により、前回と比べてよくなったと評価しながらも、以下のように述べている：
政治的空間、選挙への参加・競争は、エチオピア全体で見られる政治的不安、紛争、および選挙環境におけるその他の深刻な制約によって大きく制限されていた。過去の選挙に比べて、特に全国選挙委員会や政党および市民社会による選挙監視活動に関しては重要な改善があったものの、市民の自由、選挙活動を行うための条件が平等である、安全性のための基本的な基準、これらには達していなかった。
他の国際組織も同様の懸念を表明し、米国国務長官アントニー・ブリンケンも声明で「選挙プロセスは...（中略）...すべてのエチオピア人にとって自由でも公正でもなかった」と述べた。
その他、エチオピア社会民主党、バルデラス党、アムハラ国民運動、アファル人民党、社会正義を求めるエチオピア市民の5野党が、選挙プロセスで不正があったとして苦情を提出した。